# Islam Dugučijev
Islam Betersultanovič Dugučijev (* 15. dubna 1966) je bývalý sovětský, ruský a čečenský zápasník – klasik, stříbrný olympijský medailista z roku 1992, který v roce 2000 krátce reprezentoval Ázerbájdžán.

## Sportovní kariéra
Narodil se v dnešním Kazachstánu do čečenské rodiny. V pěti letech se s rodiči vrátil do čečenské Naurskaje. Zápasení se věnoval od 12 let pod vedením Pazlu Umarova. Od svých 17 let se specializoval na řecko-římský styl. Vrcholově se připravoval v tréninkovém centru Dinamo v Rostově na Donu. Jeho osobním trenérem byl Aslautdin Abajev. V sovětské mužské reprezentaci se prosazoval od roku 1990 ve váze do 68 kg. V roce 1992 startoval jako úřadující, dvojnásobný mistr světa na olympijských hrách v Barceloně. Ze základní skupiny postoupil bez většího zaváhání přímo do finále proti Maďaru Attilu Repkovi. Jeho finálový soupeř zápas, spíše takticky, co chvíli přerušoval kvůli zranění ruky a v regulérní hrací době skončilo finále bez bodu. V prodloužení, hned v úvodu nezachytil Repkův bočák a prohrál 0:1 na technické body. Získal stříbrnou olympijskou medaili.
V roce 1995 měl zdravotní problémy se zády a celý olympijský rok 1996 kvůli tomuto zranění vynechal. Od roku 1997 se mu nedařilo vrátit se do ruské reprezentace. Pro olympijskou sezonu 2000 se dohodl s představiteli ázerbájdžánského sportu na reprezentaci. V únoru 2000 vyhrál olympijský kvalifikační turnaj ve váze do 69 kg a startoval na olympijských hrách v Sydney jako reprezentant Ázerbájdžánu. Z tříčlenné základní skupiny postoupil z prvního místa do čtvrtfinále, ve kterém si obnovil zranění zad a prohrál s Valerijem Nikitem z Estonska 1:4 na technické body. Vzápětí ukončil sportovní kariéru. Věnuje se trenérské práci.

## Výsledky
| Turnaj             | Sovětský svaz | Sovětský svaz | Sovětský svaz | Sovětský svaz | Sovětský svaz | Sovětský svaz | Sovětský svaz | Sovětský svaz | Rusko | Rusko | Rusko | Rusko | Rusko | Rusko | Rusko | Rusko | Ázerbájdžán |
| Turnaj             | 1984          | 1985          | 1986          | 1987          | 1988          | 1989          | 1990          | 1991          | 1992  | 1993  | 1994  | 1995  | 1996  | 1997  | 1998  | 1999  | 2000        |
| Turnaj             | 18            | 19            | 20            | 21            | 22            | 23            | 24            | 25            | 26    | 27    | 28    | 29    | 30    | 31    | 32    | 33    | 34          |
| Turnaj             | -63           | -63           | -68           | -68           | -68           | -68           | -68           | -68           | -68   | -68   | -68   | -68   | -68   | -69   | -69   | -69   | -69         |
| ------------------ | ------------- | ------------- | ------------- | ------------- | ------------- | ------------- | ------------- | ------------- | ----- | ----- | ----- | ----- | ----- | ----- | ----- | ----- | ----------- |
| Olympijské hry     | —             |               |               |               | —             |               |               |               | 2.    |       |       |       | —     |       |       |       | 6.          |
| Mistrovství světa  |               | —             | —             | —             |               | —             | 1.            | 1.            |       | 1.    | 1.    | úč.   |       | —     | —     | —     |             |
| Mistrovství Evropy | —             | —             | —             | —             | —             | —             | 1.            | —             | ?     | 1.    | 3.    | —     | —     | —     | —     | —     | —           |
| ME naději          | —             |               | 2.            |               |               |               |               |               |       |       |       |       |       |       |       |       |             |
| ME juniorů         | 1.            |               |               |               |               |               |               |               |       |       |       |       |       |       |       |       |             |